# Paramicromerys ralamboi
Paramicromerys ralamboi là một loài nhện trong họ Pholcidae. Loài này được phát hiện ở Madagascar.